# Antonio Rubio Pérez
Antonio Rubio Pérez (Soriano, 1882 - 1953) foi um jornalista e político uruguaio. 
Aderente ao Partido Colorado, um membro do Conselho Departamental de Soriano e, em seguida, o Conselho Nacional de Administração, presidido por ele entre 1931 e 1933. 
Ele foi eleito em 1946 e vice-presidente da Câmara dos Representantes. Foi fundador e presidente do Instituto Nacional de Colonização. 
Nomeado senador em 1951, ele aderiu ao Conselho Nacional de Governo em 1952 até sua morte, um ano depois.